# Natasja Lammers
Natasja Lammers (1975) is een Nederlandse choreografe.
Lammers werd gevormd door de opleiding Klassieke Dans aan de Nationale Balletacademie en een stage bij Pineapple Dance Studio's in Londen.
Vervolgens werkt ze als danseres bij verschillende gerenommeerde choreografen, waaronder de Britse Brain Rogers en Dougie Squires, Barrie Stevens, de Amerikaanse Rick Atwell en de Britse Jeff Richards. Ze danst in theater- en tv-producties, zoals Jazz Extension Dance Theater, de André van Duin revues, Wedden, dat..?, Love Letters, de TMF-Awards, Showmasters, Traumhochzeit, het Vlaamse Nu of Nooit en Nederland Muziekland.
Naast danseres en assistent-choreografe, wordt ze zelf choreografe van talrijke concerten (o.a. René Froger, Gerard Joling en Toppers in Concert), theaterproducties (o.a. Girls just wanna have fun en Hans Klok), evenementen, modeshows en tv-shows. Lammers en NLC deden al choreografie inclusief het aanbrengen van de dansers voor onder meer The voice of Holland, The Voice Kids, de EBBA Awards, Bloed, zweet & tranen, The Next Pop Talent, de Gouden Loeki, Just the Two of Us, Idols en X Factor.
Lammers werd samen met Gerald van Windt aangesteld als hoofd van de choreografie voor de drie liveshows van het Eurovisiesongfestival 2020.